# A Girl Called Dusty
A Girl Called Dusty и је деби студијски албум енглеске певачице Дасти Спрингфилд, објављен 17. априла 1964. у Великој Британији од стране Philips Records. Укупно трајање албума је 28:37.

## О албуму
Продуцент албума је John Franz, а уметнички директор Uncredited.
Албум је првенац Дасти Спрингфилд и сматра се њеним најбољим албумом. Албум има једну обраду Motowana (први хит групе The Supremes, који је доспео на амерички Топ 30), једну обраду 
The Supremes и две песме Dionne Warwick. На албуму се налазе и мрачније песме, попут Do Re Mi од Leeja Dorseya и феминистичке химне Lesly Gore You Don't Own Me.
Оно што је значајно јесте да је успела као бела певчица тог времена, у извођењу обрада, сачува топлину оригинала. Успела је да дочара љубавну бол. 
Дана 25. априла, A Girl Called Dusty је избио на 17. место британске листе, стално се пењајући током наредних месец дана, док се две недеље није зауставио на 6. месту у мају. Остао је на листи сваке недеље до септембра.
Важна чињеница јесте да је овај албум дело католички васпитане девојке.

## Списак песама
Аутор(и) свих текстова: Дасти Спрингфилд. 
| №   | Назив                                           | Трајање |  |
| 1.  | Mama Said                                       | 2:05    |  |
| 2.  | You Don't Own Me                                | 2:26    |  |
| 3.  | Do Re Mi                                        | 2:20    |  |
| 4.  | When The Lovelight Starts Shining Thru His Eyes | 2:53    |  |
| 5.  | My Colouring Book                               | 3:01    |  |
| 6.  | Mockingbird                                     | 2:33    |  |
| 7.  | Twenty-Four Hours From Tulsa                    | 3:01    |  |
| 8.  | Nothing                                         | 2:07    |  |
| 9.  | Anyone Who Had A Heart                          | 2:52    |  |
| 10. | Will You Love Me Tomorrow                       | 2:40    |  |
| 11. | Wishin' And Hopin'                              | 2:53    |  |
| 12. | Don't You Know                                  | 2:39    |  |